# Strohmann
Ein Strohmann (Mehrzahl Strohmänner) ist ein Rechtssubjekt, das bei Geschäften oder sonstigen Rechtshandlungen für eine andere Person (Hintermann) auftritt, die selbst nicht in Erscheinung treten will, kann oder darf.

## Geschichte
Das Wort geht auf ein altes römisches Ritual zurück, bei dem, an den Iden des Mai, Strohpuppen (Argei) in den Tiber geworfen wurden. Da ein Menschenopfer nicht in Betracht kam, warf man aus Binsen geflochtene Figuren ins Wasser. Noch heute spricht man vom Strohmann, wenn jemand nur zum Schein vorgeschoben wird. Kaspar von Stieler erwähnte 1691 den Strohmann aus der lateinischen Übersetzung (lateinisch vir stramineus).

## Rechtsfragen
Als Strohmann kommen sowohl natürliche als auch juristische Personen in Frage. Speziell im Rechtsverkehr handelt es sich bei Strohmännern um Personen, die sich oft aus Gefälligkeit darauf einlassen, Geschäfte für Dritte abzuschließen oder Funktionen für Dritte zu übernehmen, die selbst nicht auftreten wollen, können oder dürfen. Der Strohmann ist eine vorgeschobene Person, die im eigenen Namen, aber für Rechnung des Hintermannes handelt. Der Hintermann setzt einen Strohmann regelmäßig dann ein, wenn er im Rechtsverkehr täuschen will oder auf diesem Wege Rechtsfolgen erreichen will, die er selbst nicht erreichen kann, etwa weil er Tatbestandsmerkmale nicht erfüllt oder gesetzliche oder vertragliche Hindernisse umgehen will. Der Strohmann schließt das Geschäft im Außenverhältnis zwar ab, gibt die Rechtsfolgen jedoch im Innenverhältnis an den Hintermann weiter. Es handelt sich damit um einen Sonderfall des treuhänderischen Rechtsgeschäfts.

## Gründe für Strohmänner
Ein Strohmann wird insbesondere vorgeschoben, wenn der eigentlich am Geschäft Interessierte dieses nicht selbst wahrnehmen kann (Vorstrafen, fehlende Gewerbeerlaubnis, gesetzliche Verbote). Die Einschaltung eines Strohmanns führt auch dann zu einem rechtswirksamen Vertrag, selbst wenn der andere Geschäftspartner die Strohmanneigenschaft kennt. Der Strohmann schließt einen Vertrag im eigenen Namen, aber für Rechnung des Hintermanns, dem das Geschäftsergebnis zusteht.

### Strohmann als Geschäftsführer einer GmbH
Strohmänner kommen oft im Gesellschaftsrecht vor. Sie treten als Gründer oder Geschäftsführer irgendeiner Gesellschaft für jemanden auf, der selbst nicht in dieser Funktion in Erscheinung treten kann. So wird beispielsweise in § 6 Abs. 2 GmbHG klargestellt, wer nicht Geschäftsführer einer GmbH sein darf. Dazu gehören insbesondere Personen, die einen Beruf oder Berufszweig, ein Gewerbe oder einen Gewerbezweig aufgrund eines Urteils oder einer behördlichen Verwaltungsentscheidung nicht ausüben dürfen oder wegen Insolvenzverschleppung oder sonstiger Insolvenzstraftaten zu einer Freiheitsstrafe von mindestens einem Jahr verurteilt worden sind. Diese Personen setzen einen Strohmann ein, der die gesetzlichen Voraussetzungen erfüllt.
Für die Erfüllung der in § 266a Abs. 1 StGB erfassten Arbeitgeberpflichten hat der Strohmann nach § 14 StGB einzustehen. Den Strohmann treffen zudem als Geschäftsführer einer GmbH strafbewehrte Treuepflichten nach den §§ 35, § 43 GmbHG, insbesondere bei Schädigungen des Gesellschaftsvermögens. Der Hintermann, welcher die unternehmensbezogenen Aufgaben und Geschäfte tatsächlich wahrnimmt, wird faktischer Geschäftsführer genannt. Kennzeichnend ist vor allem der fehlende, nicht einmal unwirksam unternommene Bestellungsakt. Ihn treffen dieselben Rechtspflichten wie den formellen Geschäftsführer, wenn er die Geschäftsführerfunktion „in maßgeblichem Umfang“ wahrnimmt. Dazu muss der Strohmann von den acht klassischen Merkmalen im Kernbereich der Geschäftsführung mindestens sechs erfüllen.

### Strohmann als Gründer einer AG
Gründer einer Aktiengesellschaft ist, wer die Satzung der Gesellschaft festgestellt und mindestens eine Aktie übernommen hat (§§ 28, § 280 Abs. 3 AktG). Dabei wird auch der für den wirklichen Gründer handelnde Strohmann rechtlich verpflichtet. Strohmann ist in diesem Zusammenhang eine Person, die sich zwar im eigenen Namen, aber für fremde Rechnung an der Gründung der AG beteiligt und sich verpflichtet hat, die aus der Beteiligung erworbenen Rechte ausschließlich nach den Weisungen des Auftraggebers auszuüben. Die im Gründungsvertrag vom Strohmann abgegebenen Erklärungen erfüllen regelmäßig nicht den Tatbestand des Scheingeschäfts, denn der Wille aller Gründer ist ernsthaft darauf gerichtet, eine wirksame Gründung zu vollziehen.

### Strohmann im Gewerberecht
Im Gewerberecht gilt als Strohmann, wer zur Verschleierung der tatsächlichen Verhältnisse als Gewerbetreibender vorgeschoben wird, das in Frage stehende Gewerbe in Wirklichkeit aber von einem anderen betrieben wird. Das kommt insbesondere dann vor, wenn der Hintermann die formellen (Besitz einer Erlaubnis, Konzession oder Eintragung in die Handwerksrolle) oder sogar die materiellen (Unzuverlässigkeit, fehlende Meisterprüfung) Voraussetzungen der Gewerbeausübung nicht erfüllen kann oder will. Nach § 35 GewO kann sowohl gegen den Strohmann als auch gegen den Hintermann vorgegangen werden. Sowohl der Strohmann als auch sein Hintermann gelten als Gewerbetreibende. Der Strohmann wird vom Bundesverwaltungsgericht gewerberechtlich als „jederzeit steuerbare Marionette“ bezeichnet.

### Strohmann als Bürge
Nicht selten lassen sich Personen aus Gefälligkeit darauf ein, Geschäfte für Dritte zu erledigen, um etwa Bürgschaften oder sonstige Haftungen einzugehen. Übernimmt ein als Strohmann eingesetzter Geschäftsführer die Bürgschaft für Bankschulden „seiner“ GmbH, darf eine Bank davon ausgehen, dass dieser aus wirtschaftlich vernünftigen, allein von ihm selbst verantworteten Gründen handelt, solange ihr nicht das Gegenteil bekannt ist. Ein Strohmann-Gesellschafter hat zwar kein eigenes Interesse, muss sich jedoch wie ein echter Gesellschafter behandeln lassen, da er so auftritt. Die vom BGH entwickelten Grundsätze zur Sittenwidrigkeit von Bürgschaften gelten nicht, wenn ein bürgender Kommanditist lediglich als Strohmann fungiert.

### Strohmann im Wertpapierrecht
Nach Artikel 14 der Marktmissbrauchsverordnung dürfen Insiderpapiere weder erworben noch veräußert werden. Davon erfasst wird auch das Handeln als Vertreter, mittelbarer Vertreter („Strohmann“) oder Kommissionär. (Stimmrechte) aus vom Strohmann erworbenen Anteilen werden demjenigen zugerechnet, auf dessen Rechnung die Anteile gehalten werden (§ 34 Abs. 1 Nr. 1 WpHG). Das Zwischenschalten eines Strohmanns ist nicht unzulässig, sondern gilt als Treuhandverhältnis. Wenn ein inländischer Emittent entweder selbst oder über einen Strohmann bei eigenen Aktien die Schwellen von 5 % oder 10 % erreicht, überschreitet oder unterschreitet, muss er dies veröffentlichen (§ 40 Abs. 1 Satz 2 WpHG).

## Scheingeschäft
Nach dem Urteil des Bundesgerichtshofs vom 22. Oktober 1981 sind Strohmanngeschäfte von Scheingeschäften nach § 117 BGB zu unterscheiden. Da der Rechtserfolg bei einem Strohmanngeschäft meist von beiden Seiten ernstlich gewollt ist, ist es wirksam. Entscheidend ist, ob die Parteien die Rechtsfolgen der Vereinbarung wirklich herbeiführen wollen, ob also der Strohmann persönlich berechtigt und verpflichtet wird oder ob sich der Vertragspartner an den Hintermann halten soll. Der Strohmann will die mit einem Vertrag verbundenen Rechtsfolgen eintreten lassen. Das Vorschieben eines Strohmanns erfolgt im rechtsgeschäftlichen Verkehr dann nicht zum Schein. Vielmehr ist das Strohmann-Geschäft ernstlich gewollt, daher ist ein solches Geschäft nach ständiger Rechtsprechung des BGH für den Strohmann rechtlich bindend.
Bei einem Scheingeschäft wollen die Parteien nur den Schein eines Rechtsgeschäftes hervorrufen, die mit dem Rechtsgeschäft verbundenen Rechtswirkungen sollen dagegen nicht eintreten. Nur wenn zwischen dem Strohmann und seinem Vertragspartner vereinbart wurde, dass Ansprüche für und gegen den Strohmann ausgeschlossen sind, liegt ein Scheingeschäft vor. Unter diesen Voraussetzungen sind Geschäfte mit einem Strohmann nach § 117 Abs. 1 BGB nichtig. Das ist beispielsweise dann der Fall, wenn der Vertragspartner das Geschäft ausschließlich mit dem Hintermann abschließen will oder es sich um ein personenbezogenes Rechtsgeschäft handelt, das von seiner Natur her keinen Strohmann duldet. Aber auch wenn der Vertragspartner und der Strohmann einvernehmlich davon ausgehen, dass die Rechtswirkungen gerade nicht in der Person des Strohmanns eintreten sollen oder der Strohmann die mit dem Rechtsgeschäft verbundenen Pflichten auch im Außenverhältnis nicht übernehmen will und sein Vertragspartner Kenntnis davon hat, kann ein Scheingeschäft angenommen werden. Ein Scheingeschäft ist nach § 117 Abs. 1 BGB nichtig, jedoch das verdeckte, in Wahrheit gewollte Geschäft nach § 117 Abs. 2 BGB wirksam. Nur beim Scheingeschäft wird also nicht der Strohmann, sondern sein Hintermann berechtigt und verpflichtet.

## Der Strohmann im Steuerrecht
Im Steuerrecht ist – wie im Zivilrecht – grundsätzlich nur der Strohmann aus dem Rechtsgeschäft berechtigt und verpflichtet. Ausnahme ist lediglich ein so genanntes vorgeschobenes Strohmanngeschäft, wenn sich die Vertragsparteien einverständlich oder stillschweigend darüber einig sind, dass die Rechtswirkungen des Geschäfts gerade nicht zwischen ihnen, sondern zwischen dem Vertragspartner und dem Hintermann eintreten sollen.
In Österreich wird die steuerliche Behandlung wie folgt vorgenommen: Der Strohmann ist juristisch als verdeckter Treuhänder zu betrachten. Ein treuhänderisch übergebenes Wirtschaftsgut ist im österreichischen Ertragssteuerrecht gemäß § 24 BAO dem Treugeber zuzurechnen. Erwirbt beispielsweise ein Strohmann ein Grundstück und verpachtet dieses, sind die Einkünfte daraus dem Treugeber (Auftraggeber) zuzurechnen. Umsatzsteuerlich sind nach herrschender Meinung jeweils zwei steuerbare Lieferungen oder Leistungen verwirklicht: Eine zwischen dem Dritten und dem Strohmann, eine zweite zwischen Strohmann und Auftraggeber. Die konkrete Ausgestaltung ist vor allem dann relevant, wenn einer der Beteiligten umsatzsteuerlich kein Unternehmer ist und ihm kein Vorsteuer-Abzug zusteht. Gebühren und Verkehrssteuern (z. B. die Grunderwerbsteuer) stellen auf die jeweils abgeschlossenen Rechtsgeschäfte ab; daher fällt z. B. beim Kauf eines Grundstücks durch einen Strohmann und anschließende Übertragung auf den Auftraggeber zweimal Grunderwerbsteuer an.

## Ausland
In einer Entscheidung des österreichischen OGH wurde der Kredit einer Bank an einen Dritten von einer Gesellschaft, deren Gesellschafter diesem Dritten nahestand, ohne erkennbare betriebliche Rechtfertigung mit einer Grundschuld besichert. Tatsächlich war der Dritte lediglich Strohmann des Gesellschafters, und der Kredit wurde auch von dem Gesellschafter vereinnahmt. Einer Bank hätte sich daher der Verdacht einer unzulässigen Einlagenrückgewähr mit an Gewissheit grenzender Deutlichkeit aufdrängen müssen, da eine Gesellschaft, die mit dem Kreditnehmer in keinem ersichtlichen Zusammenhang stehe, für diesen eine Sicherheit bestellt habe.
Im fremdsprachigen Ausland gibt es den Tatbestand des Strohmannes ebenfalls, teilweise wörtlich übersetzt. Strohmänner werden im Englischen nicht einheitlich bezeichnet. Es handelt sich um für ein konkretes Geschäft vorgeschobene Personen (englisch frontmen), Geschäftsführer (englisch nominee directors), oft auf Landwirtschaft und Lebensmittelbranche bezogene Mittelsmänner (englisch intermediate actors), subsidiaries (selten) oder einfach straw men. Letztere sind Personen, „deren Bedeutung oder Funktion lediglich nomineller Natur ist, um die Aktivitäten eines Anderen zu verdecken“. Die straw person beabsichtigt kein echtes eigenes Interesse am zu erwerbenden Eigentum, sie geht einen Vertrag als Agent ein (englisch straw purchase; z. B. Anwälte für ihre Mandanten). Ein „straw purchase“ ist legal, solange der Hintermann (englisch ultimate receiver) die erworbenen Gegenstände nicht im Rahmen einer Straftat einsetzt (Waffen, Alkohol oder Hypothekendarlehen) oder der Hintermann selbst aus Rechtsgründen nicht Ersterwerber sein darf.
In Frankreich ist ein Strohmann (französisch Homme de paille) eine Person, die mit ihrem Namen Handlungen oder Dokumente von jemand anderem abdeckt. Bereits ein Wörterbuch aus 1752 riet, dass jemand nicht von solchen Männern nehmen sollte, gegenüber denen jemand keine eigene Verpflichtung eingehe; es handele sich um nicht vorhandene Personen (französisch homme de néant).

## Sonstiges
Der Begriff wird umgangssprachlich vielfach benutzt; fehlt zum Beispiel zum Skat ein dritter Mitspieler, so gibt es Zusatzregeln für „Skat mit einem Strohmann“.
Alle Strohmänner der amerikanischen Cosa Nostra hatten in Las Vegas ihre Spielbank-Lizenz schnell wieder verloren bzw. wurden ins Black Book eingetragen – wie ihre Auftraggeber. Einer der bekannten Strohmänner in Las Vegas war u. a. der Immobilienhändler Allen Glick.